# 촉산
촉산(新蜀山剑侠, THE WARRIORS FROM THE MAGIC MOUNTAIN)은 홍콩에서 제작된 서극 감독의 1983년 액션, 공포 영화이다. 정소추 등이 주연으로 출연하였다.

## 출연

### 주연
- 정소추
- 임청하

### 조연
- 원표
- 홍금보

## 제작진
- 미술: 장숙평